# Aspån, Södermanland

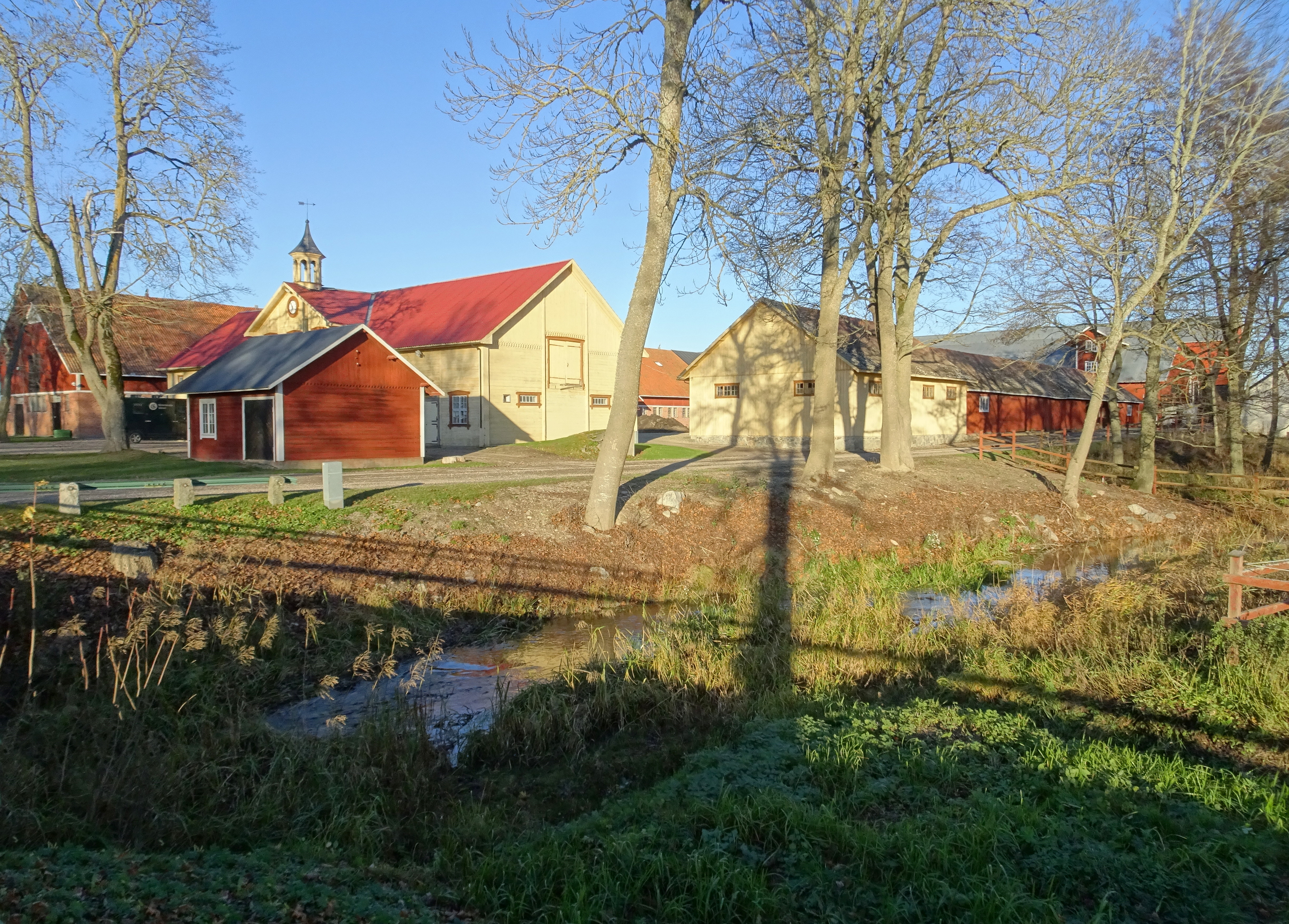
Aspån vid Gimmersta herrgård.

Aspån är en å i Julita socken och Katrineholms kommun. Den avvattnar sjöarna Aspen (49 m ö.h.)
och, via ett biflöde, Fäbosjön (41 m ö.h.), och passerar i sitt lopp väster ut Äs, Fågelsta, Äsköping och rinner vid Gimmersta herrgård ut i sjön Öljaren 24 meter över havet.
Aspån har biflödesordning 3, vilket innebär att vattnet flödar genom totalt 3 vattendrag innan det når havet efter 197 kilometer. Avrinningsområdet består mestadels av skog (72 %) och jordbruk (11 %). Avrinningsområdet har 1,32 kvadratkilometer vattenytor vilket ger det en sjöprocent på 8,8 %.